# Hurrican
Hurrican est une maison d'édition suisse de jeux de société, créé en 2006 à la suite de la séparation des activités d'édition et de distribution au sein de la société Swissgames, principal distributeur de jeux de société en Suisse depuis 1997. Dès son premier jeu édité (Mr. Jack), Hurrican remporte un succès commercial (plus de 250 000 exemplaires vendus).
Hurrican compte aujourd'hui une quinzaine de jeux à son catalogue.

## Jeux édités
- Mr. Jack de Bruno Cathala et Ludovic Maublanc, illustré par Piérô La lune, 2006, 2016
  - Mr. Jack - Extension de Bruno Cathala et Ludovic Maublanc, illustré par Piérô La lune, 2007, 2018
  - Mr. Jack à New York de Bruno Cathala et Ludovic Maublanc, illustré par Piérô La lune,  2009
  - Mr. Jack Pocket de Bruno Cathala et Ludovic Maublanc, illustré par Jean-Marie Minguez, 2010
- Hurry’Cup d'Antoine Bauza, illustré par Piérô La lune, 2008
- Mow de Bruno Cathala, illustré par Sandra Tagliabue, 2009
- Prrrt de Bruno Cathala et Ludovic Maublanc, illustré par Sandra Tagliabue, 2011
- Sidibaba de Perepau Llistosella, illustré par David Revoy, 2011
- Dr. Shark de Bruno Cathala et Antoine Bauza, illustré par Charlie Adams, 2011
- Lady Alice de Ludovic Gaillard, illustré par Jean-Marie Minguez, 2012
- Sheepzzz de Bruno Cathala, illustré par Cyril Bouquet, 2013
- Augustus de Paolo Mori, illustré par Vincent Dutrait, 2013
- Le Fantôme de l'Opéra de Bruno Cathala et Ludovic Maublanc, illustré par Jean-Marie Minguez, 2013
- Madame Ching de Bruno Cathala et Ludovic Maublanc, illustré par Vincent Dutrait, 2014
- Pirates Fantasy Island de Bruno Cathala et Emmanuel Guilhaumond, illustré par Cyril Bouquet, 2015
- Kero de Prospero Hall, illustré par Piérô La lune, 2018
- Nagaraja de Bruno Cathala et Théo Rivière, illustré par Vincent Dutrait, 2018
- Via Magica de Paolo Mori, 2020